# Eggelingia gabonensis
Eggelingia gabonensis là một loài thực vật có hoa trong họ Lan. Loài này được P.J.Cribb & Laan mô tả khoa học đầu tiên năm 1989.